# أندرو مارشال (مؤلف)
أندرو مارشال (بالإنجليزية: Andrew Marshall)‏ هو صحفي ومؤلف بريطاني، ولد في 1967.

## وصلات خارجية
- الموقع الرسمي